# Cermait
En la mitología irlandesa, Cermait (ortografía moderna: Cearmaid) fue uno de los Tuatha Dé Danann, hijo de Dagda. Era conocido por el epíteto de Milbél ("Boca de Miel; véase también Ogma). Fue asesinado por Lug después de haber tenido un romance con la esposa de este. Dagda lloró lágrimas de sangre por su hijo. Los tres hijos de Cermait, Mac Cuill, Mac Cecht y Mac Gréine, vengaron su muerte y pasaron a formar parte de los Grandes Reyes de Irlanda.
Según el Libro amarillo de Lecan, tras la muerte de su hijo, Dagda acarreó el cuerpo difunto de Cermait por todo el mundo hasta que en oriente encontró por el camino a tres hombres que llevaban los tesoros de sus padres. Uno de estos tesoros era una varita mágica cuyo contacto por un extremo daba la muerte mientras por el otro daba la vida. Con ella el  Dagda resucitó a Cermait.